# Teràpia hormonal oncològica
La teràpia hormonal anomenada també teràpia endocrina o tractament hormonal, és un dels diferents tipus de tractament que s'engloba dins del càncer de mama. Aquesta consisteix a administrar hormones a les persones detectades de càncer de mama per intentar bloquejar l'acció dels estrògens sobre les cèl·lules malignes i, així evitar-ne el seu creixement i afavorir la disminució del tumor.
Generalment, aquestes hormones s'administres per via oral i en alguns casos es combina amb el tractament de quimioteràpia.

## Tipus de teràpia hormonal
Actualment, existeixen tres tipus de teràpia hormonal. Aquesta classificació s'ha realitzat segons el mètode amb el qual es realitza la teràpia.

### Bloqueig de la producció d'estrògens
Aquesta tècnica de bloqueig consisteix a administrar uns fàrmacs anomenats inhibidors de l'aromatasa que aconsegueixen bloquejar un enzim anomenat aromatasa que produeix estrògens als ovaris i altres teixits del cos.
Alguns dels fàrmacs utilitzats són: anastrozole (EFG, Arimidex) i letrozole (EFG, Femara). 

### Bloqueig de l'efecte dels estrògens
Aquesta tècnica es basa en la capacitat de certs fàrmacs per disminuir la capacitat dels estrògens per estimular el creixement de les cèl·lules. Els fàrmacs que tenen aquesta acció terapèutica es poden classificar en dos grups: Moduladors selectius de receptors d'estrògens (MSRE) i altres fàrmacs antiestrògens.

### Bloqueig de la funció dels ovaris
Els ovaris són els principals productors d'estrògens, així doncs, si la seva activitat es bloqueja. Aquesta acció s'anomena ablació ovàrica i es pot aconseguir mitjançant intervenció quirúrgica o amb radioteràpia.